# Grand Prix Pino Cerami 2005
Il Grand Prix Pino Cerami 2005, quarantesima edizione della corsa e valida come evento dell'UCI Europe Tour 2005 categoria 1.1, si svolse il 7 aprile 2005 su un percorso totale di circa 184 km. Fu vinto dall'olandese Kai Reus che terminò la gara in 4h32'34", alla media di 40,548 km/h.
Partenza con 175 ciclisti, dei quali 46 portarono a termine il percorso.

## Ordine d'arrivo (Top 10)
| Pos. | Corridore       | Squadra         | Tempo    |
| ---- | --------------- | --------------- | -------- |
| 1    | Kai Reus        | Rabobank Cont.  | 4h32'34" |
| 2    | Bert De Waele   | Landbouwkrediet | a 17"    |
| 3    | Carlos Barredo  | Liberty Seg.    | a 39"    |
| 4    | Christian Knees | Wiesenhof       | a 1'04"  |
| 5    | Tom Veelers     | Rabobank Cont.  | a 1'32"  |
| 6    | Maxime Monfort  | Landbouwkrediet | s.t.     |
| 7    | Allan Davis     | Liberty Seg.    | s.t.     |
| 8    | Jan Kuyckx      | Davitamon       | s.t.     |
| 9    | Marcel Sieberg  | Lamonta         | s.t.     |
| 10   | Eddy Serri      | Barloworld      | s.t.     |